# آندرسون آکوئینو
آندرسون آکوئینو (به پرتغالی: Anderson Angus Aquino) مهاجم اهل برزیل است که در شهر فوز دو لوآچو و در تاریخ ۱۸ فوریهٔ ۱۹۸۶ به دنیا آمده‌است.
آندرسون آکوئینو در تیم‌های فوتبال Atlético Paranaense سابقهٔ حضور دارد.